# Richie Guerin
Richard Vincent "Richie" Guerin (Bronx, 29 de maio de 1932) é um ex-jogador e ex-treinador de basquete estadunidense. Durante sua carreira como jogador, ele disputou partidas no clube da National Basketball Association New York Knicks entre 1956 e 1963 e foi técnico-jogador da franquia St. Louis/Atlanta Hawks por nove anos.
Foi draftado pelo Knicks em 1954, mas só jogou pela primeira vez em 1956. É considerado um dos mais talentosos e mais populares jogadores de toda a história do Knicks. Um exemplo é que milhares de pessoas cortaram o cabelo no seu estilo.

## Carreira

### Como jogador
- New York Knicks (1956–1963)
- St. Louis/Atlanta Hawks (1963-1967, 1968-1970)

### Como treinador
- St. Louis/Atlanta Hawks (1963-1967, 1968-1970)

## Prêmios
- 6x NBA All-Star (1958–1963)
- 3x selecionado para Segundo Time All-NBA (1959, 1960, 1962)
- Técnico do Ano da NBA (1968)